# بينيتو إراولا ناردون
بينيتو إراولا ناردون (بالإسبانية: Benito Nardone) هو كاتب وصحفي ونقابي وسياسي أوروغواني، ولد في 22 نوفمبر 1906 في مونتفيدو في الأوروغواي، وتوفي بنفس المكان في 25 مارس 1964. حزبياً، نشط في الحزب الوطني (الأوروغواي). وقد انتخب رئيس الأوروغواي.

## روابط خارجية
- بينيتو إراولا ناردون على موقع مونزينجر (الألمانية)